# Mixodectidae
Mixodectidae (від грец. μιξο, mixo, «змішаний» і δεκτες, dektes «кусаючий») — вимерла родина комахоїдних плацентарних ссавців ряду Dermoptera. Міксодектиди виникли в пізньому крейдяному періоді і збереглися до палеоцену в Європі та Північній Америці.

## Опис
Хоча існує менше анатомічних доказів для цієї групи, ніж для інших архаїчних плацентарних родин, збережена анатомія зубів і черепа дає уявлення про харчові потреби міксодектид. Їхній малюнок зубів, схожий на гризунів, був схожий на малюнок багатогорбкових, з парою великих, міцних і спрямованих вперед різців і рядом премолярів і молярів із низькими зубцями з кількома горбками — ймовірно, для подрібнення та відкриття твердих насіння та горіхів.
Торрехонські (середній палеоцен) Mixodectidae мали структуру зубів, подібну до найдавніших плагіоменідів, і, отже, є предковою або сестринською групою останніх. Протягом багатьох років Elipdophorus, найстаріший плагіоменід, класифікувався як Mixodectidae, але нарешті вважався більш близьким до плагіоменід у 1970-х роках на основі отриманої схожості зубів. Хоча зв’язок між Mixodectidae та іншими ранніми плацентарними ссавцями з «перехідного періоду від комахоїдних до приматів» залишається нез’ясованим, певна кількість архаїчних особливостей зубів міксодектид, здається, передвіщає більш похідні умови плагіоменідів. Крім того, посткраніальний скелет Mixodectes демонструє деревну спеціалізацію, подібну до спеціалізації Plesiadapiformes і Dermoptera, що підтверджує їх включення до Euarchonta.